# تشاد إريكسون
تشاد إريكسون (بالإنجليزية: Chad Erickson)‏ هو لاعب هوكي الجليد أمريكي، ولد في 21 أغسطس 1970 في منيابولس في الولايات المتحدة.

## وصلات خارجية
- تشاد إريكسون على موقع دوري الهوكي الوطني (الإنجليزية)
- تشاد إريكسون على موقع قاعة مشاهير الهوكي (لاعب أن.إتش.أل) (الإنجليزية)
- تشاد إريكسون على موقع EliteProspects.com (الإنجليزية)
- تشاد إريكسون على موقع HockeyDB.com (الإنجليزية)